# Arthur Janssens
Arthur Johan Maria Janssens (Geel, 6 september 1909 - aldaar, 1 april 1986) was een Belgisch advocaat en politicus voor het Katholiek Verbond van België en de CVP.

## Levensloop
Janssens promoveerde tot doctor in de rechten (1936). Tijdens zijn studies was hij een van de studentenleiders in zijn streek. Hij vestigde zich als advocaat in Geel en trouwde in 1938. 
In 1938 werd hij verkozen tot gemeenteraadslid van Geel (1938) en was er schepen van 1939 tot 1964. Tijdens de oorlog was hij korte tijd dienstdoend burgemeester in opvolging van Joseph Verachtert die - omwille van de door de Duitsers ingestelde (en door de  secretaris-generaal van het Ministerie van Binnenlandse Zaken en Volksgezondheid Gérard Romsée gesteunde) ouderdomsverordening (Überalterungsverordnung) van 7 maart 1941 - was moeten teruggetreden. Janssens zelf werd opgevolgd door oorlogsburgemeester Karel Pelgroms van het VNV. 
In 1946 werd hij verkozen tot CVP-volksvertegenwoordiger voor het kiesarrondissement Turnhout, een mandaat dat hij uitoefende tot in 1949.